# Modi e Magni
Magni e Modi eram os dois filhos de Thor (deus do trovão na mitologia nórdica e germânica) e sua esposa Sif, enquanto Magni era o deus da força e brutalidade, Modi era da coragem e bravura. Magni e Modi eram filhos de Thor e Sif, embora há versões que afirmem que Magni é filho de Thor com Járnsaxa, que em algumas fontes é na verdade um outro nome para Sif.
Magni (“Força”) e Modi ("Coragem") eram também irmãos de Lorride e Thrud, filhas de Thor com Sif. Praticamente nada se sabe sobre Modi, só aparece como filho de Thor; já Magni era famoso por sua extraordinária força desde quando era muito jovem. A Edda em prosa relata que Thor, certa vez, enfrentou e derrotou o gigante Hrungnir, mas o gigante havia caído sobre o deus. Todos os deuses haviam tentado libertar Thor, mas nada conseguiram fazer, então, chamaram por Magni, que tinha três noites de vida, e ele libertou seu pai da perna do gigante. Thor muito feliz presenteou seu filho com um cavalo mágico chamado Gullfaxi, que pertencia a Hrungnir e disse que ele seria poderoso.
Segundo as Eddas, Magni e Modi receberão o martelo de seu pai, depois que o Ragnarök acontecer. Depois de Thor, Magni é o mais forte dos deuses sendo seguido por Vidar.

## Descendência de Thor
Thor casou duas vezes, com a gigante Járnsaxa e com Sif.
|  |  |  |  |  |  | Járnsaxa | Járnsaxa | Járnsaxa | Járnsaxa | Járnsaxa | Járnsaxa |       |       |       |       |       |       | Thor | Thor | Thor | Thor | Thor | Thor |      |      |      |      |      |      | ? | ? | ? | ? | ? | ? |  |  |  |  |  |  |  |  |  |  |  |  |  |  |  |  |  |  |
|  |  |  |  |  |  | Járnsaxa | Járnsaxa | Járnsaxa | Járnsaxa | Járnsaxa | Járnsaxa |       |       |       |       |       |       | Thor | Thor | Thor | Thor | Thor | Thor |      |      |      |      |      |      | ? | ? | ? | ? | ? | ? |  |  |  |  |  |  |  |  |  |  |  |  |  |  |  |  |  |  |
|  |  |  |  |  |  |          |          |          |          |          |          |       |       |       |       |       |       |      |      |      |      |      |      |      |      |      |      |      |      |   |   |   |   |   |   |  |  |  |  |  |  |  |  |  |  |  |  |  |  |  |  |  |  |
|  |  |  |  |  |  |          |          |          |          |          |          | Magni | Magni | Magni | Magni | Magni | Magni |      |      |      |      |      |      | Modi | Modi | Modi | Modi | Modi | Modi |   |   |   |   |   |   |  |  |  |  |  |  |  |  |  |  |  |  |  |  |  |  |  |  |

|  |  |  |  |  |  | Thor    | Thor    | Thor    | Thor    | Thor    | Thor    |  |  |       |       |       |       | Sif   | Sif   | Sif | Sif | Sif   | Sif   |       |       |       |       |
|  |  |  |  |  |  | Thor    | Thor    | Thor    | Thor    | Thor    | Thor    |  |  |       |       |       |       | Sif   | Sif   | Sif | Sif | Sif   | Sif   |       |       |       |       |
|  |  |  |  |  |  |         |         |         |         |         |         |  |  |       |       |       |       |       |       |     |     |       |       |       |       |       |       |
|  |  |  |  |  |  |         |         |         |         |         |         |  |  |       |       |       |       |       |       |     |     |       |       |       |       |       |       |
|  |  |  |  |  |  | Lorride | Lorride | Lorride | Lorride | Lorride | Lorride |  |  | Thrud | Thrud | Thrud | Thrud | Thrud | Thrud |     |     | Uller | Uller | Uller | Uller | Uller | Uller |